# Subway Surfers
Subway Surfers est un jeu vidéo de plates-formes de type endless runner, sorti le 24 mai 2012 et développé par Kiloo Games et SYBO Games (en). Ce jeu gratuit a été le plus téléchargé au monde lors de la seconde moitié de la décennie 2010.
Le joueur incarne un personnage surpris en train de taguer des graffitis sur une rame de métro. Il tente alors d'échapper au policier et au chien le poursuivant, le but étant d'éviter les obstacles et les pièges créés par les placements des wagons, des ponts et des barrières le plus longtemps possible, tout en collectant des pièces. Depuis le 2 janvier 2013, des mises à jour saisonnières sont ajoutées sur le thème d'un tour du monde (en anglais : World Tour), mettant à chaque fois une ville connue en avant. Il y a aussi des mises à jour disponibles sur le thème d'halloween, de Noël ou d'autres événements.

## Système de jeu
Le but du jeu est de diriger un jeune hooligan nommé Jake le plus loin possible à travers un niveau sans fin en évitant des obstacles générés aléatoirement. Le choix du personnage est possible mais la plupart des autres personnages sont à débloquer soit :
- grâce aux pièces ramassées dans le jeu (pour les personnages spécifiques à un lieu) ;
- en recevant des items dans les boîtes mystère ;
- en achetant directement les personnages avec de l'argent réel, grâce au système d'achats intégrés.

Subway Surfers est un jeu de plates-formes de type endless run en vue à la troisième personne. Le jeu se déroule dans un monde immersif en perspective 3D. Le personnage avance tout seul, le joueur ne maîtrise que les déplacements latéraux, les sauts et les roulades. Les déplacements latéraux sont très limités, le personnage ne peut se déplacer que sur trois axes longitudinaux et parallèles. Les obstacles et difficultés sont ainsi placés sur ces trois axes et le joueur doit changer de positions (à gauche, au centre ou à droite) en fonction de ceux-ci,. 
Le joueur peut éviter les obstacles en sautant, en se baissant ou en se déplaçant sur les côtés. Sur la version mobile, les mouvements sont effectués en faisant glisser le doigt vers le haut ou le bas ou latéralement, la borne d'arcade comporte elle un joystick,.
Le joueur peut obtenir des power up pour faciliter les déplacements ou obtenir des bonus ainsi que collecter des pièces pendant sa course. Il peut également se déplacer occasionnellement sur un hoverboard, sauter ou glisser sous des objets, monter sur les wagons, et même se trouver au-dessus des câbles. Des missions spéciales récompensent le joueur avec des bonus pour avoir accompli des missions spécifiques.
Depuis janvier 2013, le jeu change de ville chaque mois grâce à une mise à jour. Les différences sont principalement graphiques, le système de jeu restant le même. Chaque nouvelle ville introduit un nouveau personnage natif de cet endroit, ainsi qu'un hoverboard arborant un design suggérant la culture locale. Par exemple, la ville de Paris, introduit un personnage à l’effigie du Mime Marceau et un hoverboard aux couleurs du drapeau tricolore.
Comme beaucoup de jeux gratuits sur mobile ou tablette, Subway Surfers propose des achats intégrés permettant au joueur d'obtenir des bonus en payant avec de l'argent réel.
Depuis quelque temps[Quand ?] le jeu propose également un événement spécial par jour :
- le lundi, des nouveaux power-ups aléatoires apparaissent comme le double saut ou l’hoverboard aléatoire ;
- le mardi, le jackpot des boites mystères est augmenté. Les récompenses peuvent atteindre jusqu'à 900 000 pièces d'or et doublées grâce à une vidéo soit 1 800 000 pièces d'or ;
- le mercredi, un personnage événementiel redevient disponible à l’achat pour une durée de 24 heures ;
- le jeudi, un personnage obtiendra un boost de score de +5 s'il est joué ;
- le vendredi, des Super Mystery Box apparaîtront aléatoirement dans les parties ;
- le week-end, un événement spécial est proposé : utiliser chaque personnage acheté afin de trouver les lettres formant leur nom dans les parties. Pour chaque défi complété, une Super Mystery Box est offerte au joueur dans la limite de 37 personnages par week-end.

### Liste depower-ups
On trouve différents power-ups dans le jeu.
| Nom                | Caractéristiques |
| ------------------ | --- |
| Pièce              | C'est l'objet principal du jeu. Elles permettent d'acheter des hoverboards, des personnages ou encore divers objets utiles. |
| Super Baskets      | Ces super-chaussures permettent de sauter beaucoup plus haut que normalement sur une durée limitée. |
| Hoverboard         | Ce skateboard permet d'avancer plus fluidement et sert de joker. Il permet également de faire volatiliser n'importe quel obstacle rien qu'en fonçant dedans. Certains d'entre eux ont même des fonctionnalités à débloquer. |
| Clé                | Les clés proposent diverses fonctionnalités : le joueur se voit proposé de reprendre la partie contre quelques clefs quand il vient de perdre, débloquer des tenues pour les personnages, des fonctionnalités secrètes pour les hoverboards. Elles s'obtiennent lorsque le joueur remplit des missions et rarement dans le jeu. |
| Boîte mystère      | Elles donnent au joueur un objet au hasard (item, pièces, clés, hoverboards...) |
| Aimant à pièces    | Il permet d'attirer et de ramasser toutes les pièces à proximité du personnage pendant un temps limité. |
| Jetpack            | Il permet de voler dans les airs en ramassant des pièces sur une durée limitée. Pendant cette phase de vol, le joueur devient invincible. |
| Multiplicateur x2  | Elle permet d’accélérer la vitesse du jeu par deux, et donc d'augmenter plus rapidement le score. |
| Avantage de départ | C'est un jetpack qui permet de démarrer rapidement la partie en prenant une avance de distance. |
| Boosteur de score  | Ajoute cinq, six ou sept à la vitesse du jeu, ayant donc un même principe d'utilisation que le multiplicateur x2. |
| Bâton sauteur      | Propulse le personnage en l'air, donne quelques pièces puis un power-up sur une des 3 voies. |

### Liste des personnages
Fin juillet 2016, Subway Surfers propose 47 personnes divers (humains, robots, animaux). Ils possèdent tous les mêmes capacités, mais ils ont tous un aspect différent, ainsi que plusieurs tenues.
- Jake : Personnage de départ. Possède deux costumes, 1 offert et l’autre disponible après l’accumulation de 120 bombes de peinture trouvables dans les boîtes mystère.
- Tricky : disponible après l’accumulation de 3 bonnets disponible dans les boîtes mystère. Ses costumes sont disponibles avec 120 bonnets chacun
- Garde[9] : Personnage initial qui pourchasse tout le long et à chaque partie notre figure choisie au début en sifflant
- Chien[10] : Animal qui accompagne le garde lors de la poursuite
- Fresh : Disponible avec l’accumulation de 50 Radios dans les boîtes mystère. Ses costumes sont disponibles pour 120 radios chacun
- Spike : disponible avec l’accumulation de 200 guitares disponibles dans les boîtes mystère
- Yutami : disponible avec l’accumulation de 500 soucoupes volantes disponibles dans les boîtes mystères

Ensuite, les costumes des personnages sont disponibles pour 15 ou 30 clés :
- Miss Maia : disponible pour 100 clés (ou code promotionnel). Ne possède pas de costume
- Dino : Offert après la connexion à Facebook
- Boombot : offert avec le 1er achat
- Lucy : Disponible pour 7 000 pièces
- Tagbot : Disponible pour 12 000 pièces
- Ninja : Disponible pour 20 000 pièces
- Tasha : Disponible pour 30 000 pièces
- Frank : Disponible pour 40 000 pièces
- King : Disponible pour 80 000 pièces

Personnages événementiels : Disponibles pendant 1 mois à 95 000 pièces 
- Zoë : Disponible pour 120 000 pièces
- Ella : disponible pour 150 000 pièces
- Brody : Disponible pour 350 000 pièces
- Prince K : Disponible pour 980 000 pièces. Ses costumes sont au prix de 80 et 250 clés

## Accueil
Subway Surfers est le jeu le plus téléchargé au monde sur appareils mobiles en 2017, avec 2,7 milliards de téléchargements, d'après l'estimation d'AppAnnie en décembre 2019,.

## Postérité
Depuis 2016, SYBO Games (en) développe à Copenhague une série appelée Subway Surfers: The Animated Series. En novembre 2016, ils annoncent la série pour juin 2017. La première saison compte 11 épisodes et la  deuxième saison ainsi qu'une version française sont en cours de développement. Cette série introduit de nombreux nouveaux personnages et tenues.